# Bristowia
Bristowia is een geslacht van spinnen uit de familie springspinnen (Salticidae).

## Soorten
De volgende soorten zijn bij het geslacht ingedeeld:
- Bristowia afra Szüts, 2004
- Bristowia heterospinosa Reimoser, 1934